# Kuseler Herbstmesse
Die Kuseler Herbstmesse ist ein Volksfest in der Pfalz, das  jährlich am ersten Septemberwochenende in der Kreisstadt Kusel stattfindet.

## Geschichte
Die Kuseler Herbstmesse wurde erstmals im Jahr 1924 veranstaltet und dauert in der Regel fünf Tage. Der offizielle Beginn ist freitags bei der Eröffnungsfeier durch den Bürgermeister und die Inthronisierung der Kuseline, am folgenden Dienstag findet die Kuseler Herbstmesse mit einem Feuerwerk den Abschluss.
Neben einigen Fahrgeschäften und einem Festzelt findet man auch viele Stände entlang der Trierer Straße, an denen diverse Konsumgüter angeboten werden. Jedes Jahr besuchen rund 80.000 Menschen die Herbstmesse.

## Kuseline
Alljährlich am Messefreitag wird die neu gewählte Kuseline vorgestellt, eine jährlich durch eine Jury lokaler Honoratioren gewählte weibliche Repräsentationsfigur vergleichbar einer Weinkönigin. Ins Leben gerufen wurde die Wahl der ersten Kuseline 1977, von dem ehemaligen stellvertretenden Chefredakteur der Tageszeitung Die Rheinpfalz, Paul Kaps, und dem damaligen Leiter der Rheinpfalz-Lokalredaktion Kusel, Wolfdietrich Meder.
Die Wahl findet alljährlich zwei Wochen vor der Kuseler Herbstmesse in der Zehntscheune der Burg Lichtenberg statt. Der Antritt der neuen Kuseline erfolgt traditionell am ersten Abend der Herbstmesse. Ins Amt eingeführt wird sie von einem leitenden Redakteur der Tageszeitung „Die Rheinpfalz“.